# National Wrestling Alliance
La National Wrestling Alliance è un gruppo di federazioni di wrestling indipendenti fondato nel 1948 da Paul George e con sede nella città statunitense di Houston (Texas); dal 2017 l'intero gruppo è presieduto dal musicista Billy Corgan.
Tra gli anni cinquanta e settanta del XX secolo, la NWA ha rappresentato il marchio più riconosciuto e il più grande organo di governo nel wrestling professionistico; sotto il controllo del proprio consiglio di amministrazione, composto da importanti promoter regionali, la NWA ha riconosciuto un campione del mondo, ha partecipato a scambi tra wrestler e ha collettivamente protetto l'integrità territoriale della disciplina.

## Storia

### Formazione e primi anni
Nel 1948 sei promotori di wrestling professionistico statunitensi si unirono per formare la NWA come organo governativo di una serie di federazioni di wrestling, che diventarono noti in seguito come territori NWA. Questi promotori (Pinkie George, Al Haft, Tony Stecher, Harry Light, Orville Brown e Sam Muchnick) si prefissarono l'obiettivo di riunire i titoli delle varie federazioni in un singolo tiolo mondiale per il wrestling, che sarebbe stato riconosciuto a livello globale. I sei decisero quindi di assegnare il titolo inaugurale, chiamato NWA World Heavyweight Championship, allo stesso brown.
Durante gli anni '50 la presidenza passò a Sam Muchnick, che fu rieletto fino al 1960, diventando uno dei presidenti più duraturi nella storia dell'organizzazione. In seguito all'avvento della televisione il wrestling iniziò ad essere trasmesso su scala nazionale, raggiungendo un pubblico più vasto rispetto ai tempi precedenti: l'aumento costante di richiesta rese il wrestling una delle industrie più lucrative, al punto che si iniziò a parlare di Golden Age del settore.Dal 1948 al 1955, ognuno dei tre emittenti di punta della nazione trasmetteva uno show di wrestling.
Nel 1956 la NWA dovette fronteggiare delle accuse di monopolio e di concorrenza sleale, ma l'investigazione condotta dal Dipartimento della giustizia degli Stati Uniti d'America non riscontrò alcuna irregolarità nelle manovre della federazione. Durante questi anni alcune federazioni avevano deciso di lasciare l'organizzazione e costruirsi una propria nicchia: nel 1957 Eddie Quinn, promoter attivo a Montréal, abbandonò l'assemblea dei soci in seguito ad una disputa nei confronti di Muchnick. Il suo abbandono portò ad un periodo in cui Édouard Carpentier (affiliato a Quinn) e Lou Thesz (legato alla NWA) venivano entrambi riconosciuti come campioni mondiali, dopo un incontro titolato tra i due terminato in maniera incerta.
Una situazione simile si verificò il 24 gennaio 1963, quando Lou Thesz sconfisse Buddy Rogers per conquistare il suo terzo titolo. In seguito all'evento, però, Vince McMahon Sr. e Toots Mondt, proprietari della Capitol Wrestling Corporation, non riconobbero il cambio di titolo a causa della scarsa popolarità di Thesz nel loro territorio. I due quindi ritirarono la CWC dalla NWA e cambiarono il nome in World Wide Wrestling Federation (successivamente nota come WWE), con Rogers come loro campione inaugurale.
Negli anni '70 la NWA rimase la promozione di punta del settore, con le concorrenti WWWF e AWA che faticavano ad ottenere buoni risultati economici, al punto che la prima dovette tornare nuovamente sotto l'egida della NWA. La NWA, dal suo canto, aveva la sua roccaforte in Atlanta, dove spesso gli eventi facevano registrare il tutto esaurito, con la Georgia Championship Wrestling a fare da traino all'interno dei vari territori.

### Il tracollo degli anni '80
Nel 1983 la WWF, guidata da Vince McMahon che aveva acquisito la società da suo padre, lasciò una seconda e definitiva volta la NWA, ottenendo diversi contratti televisivi a livello nazionale. La NWA, in risposta, collaborò con la Jim Crockett Promotions per dare vita al Starrcade, il primo evento di wrestling trasmesso in Pay-per-View.
Il 14 luglio 1984, in quello che è noto come il Black Saturday del wrestling nordamericano, Vince McMahon acquistò la Georgia Championship Wrestling, unendola alla sua WWF ed ereditandone lo slot televisivo sulla TBS. La mossa tuttavia si rivelò disastrosa economicamente, e l'allora presidente della NWA, Jim Crockett Jr., proprietario della JCP, acquistò lo slot televisivo da McMahon, riportando la programmazione NWA sul canale TBS. Nel 1985 la JCP era ormai la federazione più importante nel circuito NWA, unendosi con altri territori nel tentativo di competere con la WWF.
La guerra di ascolti tra WWF e NWA si spostò sulla programmazione Pay-per-View. La risposta della WWF a Starrcade fu WrestleMania, e fu WrestleMania III, nel 1987, l'edizione con più successo di quegli anni, al punto che la federazione decise di lanciare un altro evento, Survivor Series, in onda la sera del ringraziamento, in piena concorrenza con Starrcade, che dal 1988 fu spostato nel periodo natalizio. La WWF inoltre programmò la sua prima Royal Rumble nel gennaio 1988, per togliere spettatori a Bunkhouse Stampede 1988, di proprietà della NWA. Quest'ultima rispose creando Clash of the Champions, in onda sulla TBS, per fronteggiare WrestleMania IV. Entro la fine dell'anno, tuttavia, la JCP si avviò verso la bancarotta: l'11 ottobre 1988 la TBS, guidata da Ted Turner, acquistò la federazione, rinominandola in World Championship Wrestling. La federazione inizialmente era ancora sotto l'egida della NWA, ma abbandonò l'alleanza nel settembre 1993.
Nell'agosto 1994, il territorio NWA della Eastern Championship Wrestling (ECW) indisse un torneo per assegnare l'allora vacante NWA World Heavyweight Championship. L'evento era però stato organizzato appositamente per annunciare il ritiro della ECW dalla NWA: il vincitore del torneo Shane Douglas gettò via il titolo NWA e sostituendolo con l'ECW World Heavyweight Championship. Il presidente della ECW annunciò subito dopo l'abbandono della NWA, rinominando la federazione in Extreme Championship Wrestling.
Nel 1998 la WWE raggiunse un accordo per ospitare alcuni titoli NWA all'interno dei suoi show, ma il basso interesse del pubblico attorno ad essi segnò il fallimento dell'iniziativa, e i titoli smisero presto di essere usati dalla WWE.

### Anni 2000: temporaneo rilancio
Nel giugno 2002, Jeff e Jerry Jarrett crearono una nuova promozione affiliata alla NWA, la Total Nonstop Action (che in seguito cambiò nome in Impact Wrestling). La TNA ottenne l'NWA World Heavyweight Championship e il NWA World Tag Team Championship, assieme con il loro controllo creativo. Le due cinture più importanti furono così affidate alla TNA fino al 2007, anno in cui terminò la collaborazione tra le due federazioni e la TNA dovette abbandonare i due titoli.
Nell'agosto 2012 la International Wrestling Corp LLC, guidata da Bruce Tharpe, denunciò la NWA per frodi assicurative. Le parti si accordarono per un trasferimento dei diritti della NWA e dei suoi titoli alla federazione di Tharpe. La nuova direzione passò da un modello di associazione con membri ad uno con licenze, tagliando duramente la quantità di territorio in mano ad alcune federazioni, il che ebbe come conseguenza la fuoriuscita di molte federazioni dalla NWA, su tutte la Championship Wrestling from Hollywood (CWFH), NWA Pro, NWA Georgia, NWA Pro East, NWA Southwest e NWA Midwest.
L'anno successivo la NWA stabilì una collaborazione con la New Japan Pro-Wrestling, con Tharpe che divenne un personaggio televisivo nei panni di un manager di alcuni wrestler legati alla NWA. Tra il 2013 e il 2015 il NWA World Heavyweight Championship, il NWA World Tag Team Title e il NWA World Junior Heavyweight Championship cambiarono possessore nel corso degli eventi NJPW.

### Billy Corgan
Il 1º maggio 2017 Billy Corgan, frontman degli Smashing Pumpkins, entrò in trattativa per l'acquisto della NWA, con i diritti sul nome, sulla libreria storica e sui titoli. Il passaggio della federazione con tutte le sue licenze avvenne il 1º ottobre 2017. Nei mesi successivi furono stabilite collaborazioni temporanee con Impact Wrestling e con la Ring of Honor, con il titolo massimo che passò di mano nello show All In, quando Cody sconfisse Nick Aldis diventando il primo wrestler di seconda generazione a diventare campione mondiale. In seguito la NWA ricominciò ad organizzare autonomamente i proprio eventi, dando vita al suo show settimanale NWA Power e rilanciando anche la Crockett Cup, storico torneo per i tag team. Tuttavia la pandemia di COVID-19 ha messo a serio rischio la produzione di show NWA, interrompendo per più di un anno la programmazione NWA, che riprese solo a marzo 2021 con il ritorno di Power e il PPV Back for the Attack.
Il 9 ottobre 2023 la NWA ha annunciato il ritorno al sistema dei territori, annunciando come primo territorio la Exodus Pro Midwest, di proprietà dell'allora campione NWA EC3. Successivamente, il 4 dicembre 2023, è stato annunciato un secondo territorio, la Joe Cazana Promotions. Il 20 febbraio 2024 la NWA ha annunciato la nascita della NWA Chicago, nel territorio dell'Illinois, e il 27 aprile successivo la Kross Fire Wrestling (KFW), attiva in Tennessee, si è affiliata alla NWA.

## Riconoscimenti

### Titoli
| Titolo                                    | Campione/i                       | Data            | Evento                  | Luogo         |
| ----------------------------------------- | -------------------------------- | --------------- | ----------------------- | ------------- |
| NWA Worlds Heavyweight Championship       | Thom Latimer                     | 31 agosto 2024  | NWA 76                  | Philadelphia  |
| NWA World Women's Championship            | Kenzie Paige                     | 27 agosto 2023  | NWA 75                  | St. Louis     |
| NWA National Heavyweight Championship     | Mims                             | 31 agosto 2024  | NWA 76                  | Philadelphia  |
| NWA World Junior Heavyweight Championship | Alex Taylor                      | 28 giugno 2024  | Endless Summer          | Highland Park |
| NWA World Television Championship         | Bryan Idol                       | 17 maggio 2025  | Crockett Cup            | Filadelfia    |
| NWA World Women's Television Championship | Tiffany Nieves                   | 2 febbraio 2025 | Powerrr                 | Tampa         |
| NWA Mid-America Heavyweight Championship  | Jeremiah Plunkett                | 1 giugno 2024   | Back To The Territories | Knoxville     |
| NWA World Tag Team Championship           | Mike Knox e Trevor Murdoch       | 1 giugno 2024   | Back To The Territories | Knoxville     |
| NWA World Women's Tag Team Championship   | Tiffany Nieves e Valentina Rossi | 22 marzo 2025   | Hard Times V            | Dothan        |
| NWA United States Tag Team Championship   | Kerry Morton e Alex Taylor       | 22 marzo 2025   | Hard Times V            | Dothan        |

### Tornei
| Torneo                       | Vincitore        | Data           | Note                                              |
| ---------------------------- | ---------------- | -------------- | ------------------------------------------------- |
| Jax Dane Memorial Tournament | Colby Corino     | 22 marzo 2025  | Sconfigge in finale Judais                        |
| The Crockett Cup             | Kratos e Odinson | 17 maggio 2025 | Sconfiggono in finale i Colons (Eddie e Orlando). |

## Presidenti
| #   | Nome               | Periodo       | Federazione                         |
| --- | ------------------ | ------------- | ----------------------------------- |
| 1°  | Paul George        | 1948–1950     | NWA Iowa                            |
| 2°  | Sam Muchnick (1)   | 1950–1960     | St. Louis Wrestling Club            |
| 3°  | Frank Tunney       | 1960–1961     | Maple Leaf Wrestling                |
| 4°  | Fred Kohler        | 1961–1962     | NWA Chicago                         |
| 5°  | Karl Sarpolis      | 1962–1963     | NWA Western States Sports           |
| 6°  | Sam Muchnick (2)   | 1963–1975     | St. Louis Wrestling Club            |
| 7°  | Jack Adkisson      | 1975–1976     | World Class Championship Wrestling  |
| 8°  | Edward Gossett     | 1976–1978     | Championship Wrestling from Florida |
| 9°  | Bob Geigel (1)     | 1978–1980     | Central States Wrestling            |
| 10° | James Crockett (1) | 1980–1982     | Jim Crockett Promotions             |
| 11° | Bob Geigel (2)     | 1982–1985     | Central States Wrestling            |
| 12° | James Crockett (2) | 1985–1986     | Jim Crockett Promotions             |
| 13° | Bob Geigel (3)     | 1986–1987     | Central States Wrestling            |
| 14° | James Crockett (3) | 1987–1991     | Jim Crockett Promotions             |
| 15° | James Herd         | 1991–1992     | World Championship Wrestling        |
| 16° | Seiji Sakaguchi    | 1992–1993     | New Japan Pro-Wrestling             |
| 17° | Dennis Coralluzzo  | 1993–1995     | NWA Florida                         |
| 18° | Steve Rickard      | 1995–1996     | All Star Pro-Wrestling              |
| 19° | Howard Brody       | 1996–2001     | NWA Florida                         |
| 20° | Jim Miller         | 2001–2002     | Pro Wrestling eXpress               |
| 21° | Richard Arpin      | 2002–2003     | NWA Tri-State                       |
| 22° | Bill Behrens       | 2003–2004     | NWA Wildside                        |
| 23° | Ernie Todd         | 2004–2005     | Canadian Wrestling Federation       |
| 24° | Robert Trobich     | 2005–2012     |                                     |
| 25° | David Baucom       | 2012–2012     | NWA Carolinas                       |
| 26° | Bruce Tharpe       | 2012–2017     | NWA World Class                     |
| 27° | Billy Corgan       | 2017–presente |                                     |

## Hall of Fame
La Hall of Fame della National Wrestling Alliance è stata istituita nel 2005 e comprende tutti quei wrestler che sono considerati come i migliori della storia.